# Sagittate Hill
Der Sagittate Hill (englisch für Pfeilförmiger Hügel) ist ein größtenteils eisfreier und 850 m hoher Hügel im ostantarktischen Viktorialand. In der Asgard Range ragt er auf der Westseite des Flint Ridge auf.
Das Advisory Committee on Antarctic Names verlieh ihm 1997 einen deskriptiven Namen, da die Form des Hügels an eine Pfeilspitze erinnert.